# Jelezino, Haskovo
Jelezino (în bulgară Железино) este un sat în comuna Ivailovgrad, regiunea Haskovo,  Bulgaria. 

## Demografie
Componența etnică a satului Jelezino
     Turci (35,02%)
     Bulgari (40,92%)
     Romi (14,34%)
     Nicio identificare (9,7%)
La recensământul din 2011, populația satului Jelezino era de 237 locuitori. Nu există o etnie majoritară, locuitorii fiind bulgari (40,92%), turci (35,02%) și romi (14,34%). Pentru 9,7% din locuitori nu este cunoscută apartenența etnică.